# Claveria (Misamis Oriental)
Claveria è una municipalità di seconda classe delle Filippine, situata nella Provincia di Misamis Oriental, nella Regione del Mindanao Settentrionale.
Claveria è formata da 24 baranggay:
- Ani-e
- Aposkahoy
- Bulahan
- Cabacungan
- Gumaod
- Hinaplanan
- Kalawitan
- Lanise
- Luna
- Madaguing
- Malagana
- Minalwang

- Mat-I
- Panampawan
- Pambugas
- Patrocenio
- Pelaez (Don Gregorio Pelaez)
- Plaridel
- Poblacion
- Punong
- Rizal
- Santa Cruz
- Tamboboan
- Tipolohon